# اورالین

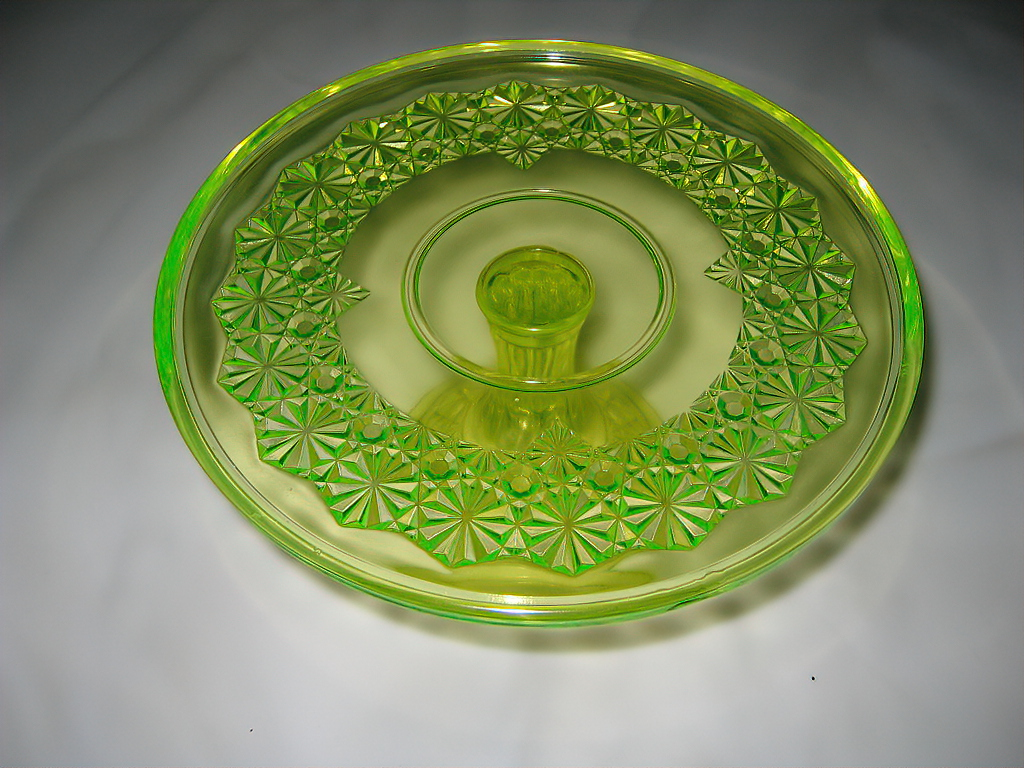
ظرف شیشه‌ای اورالین

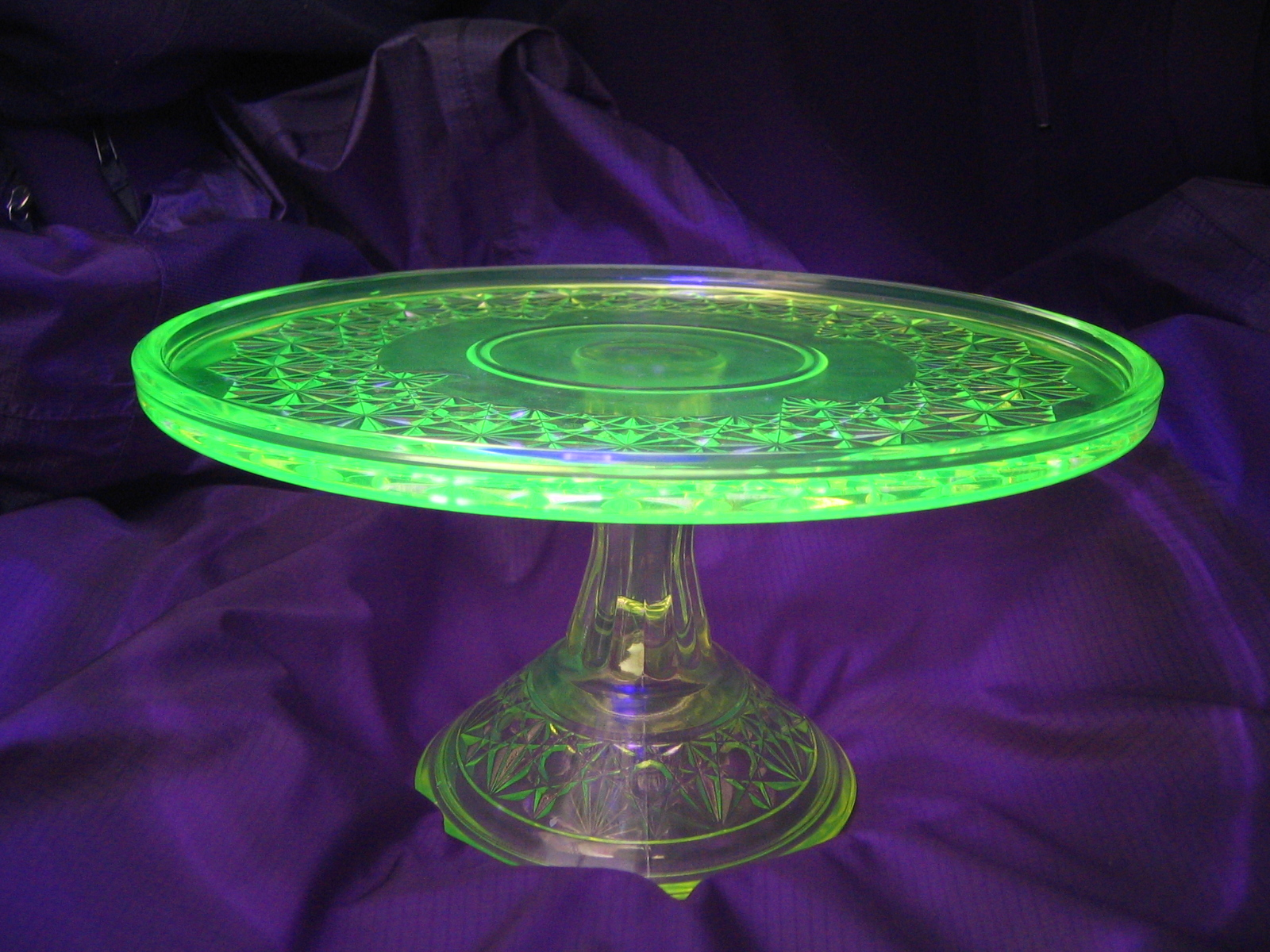
همان ظرف با بازتاب نور فرابنفش

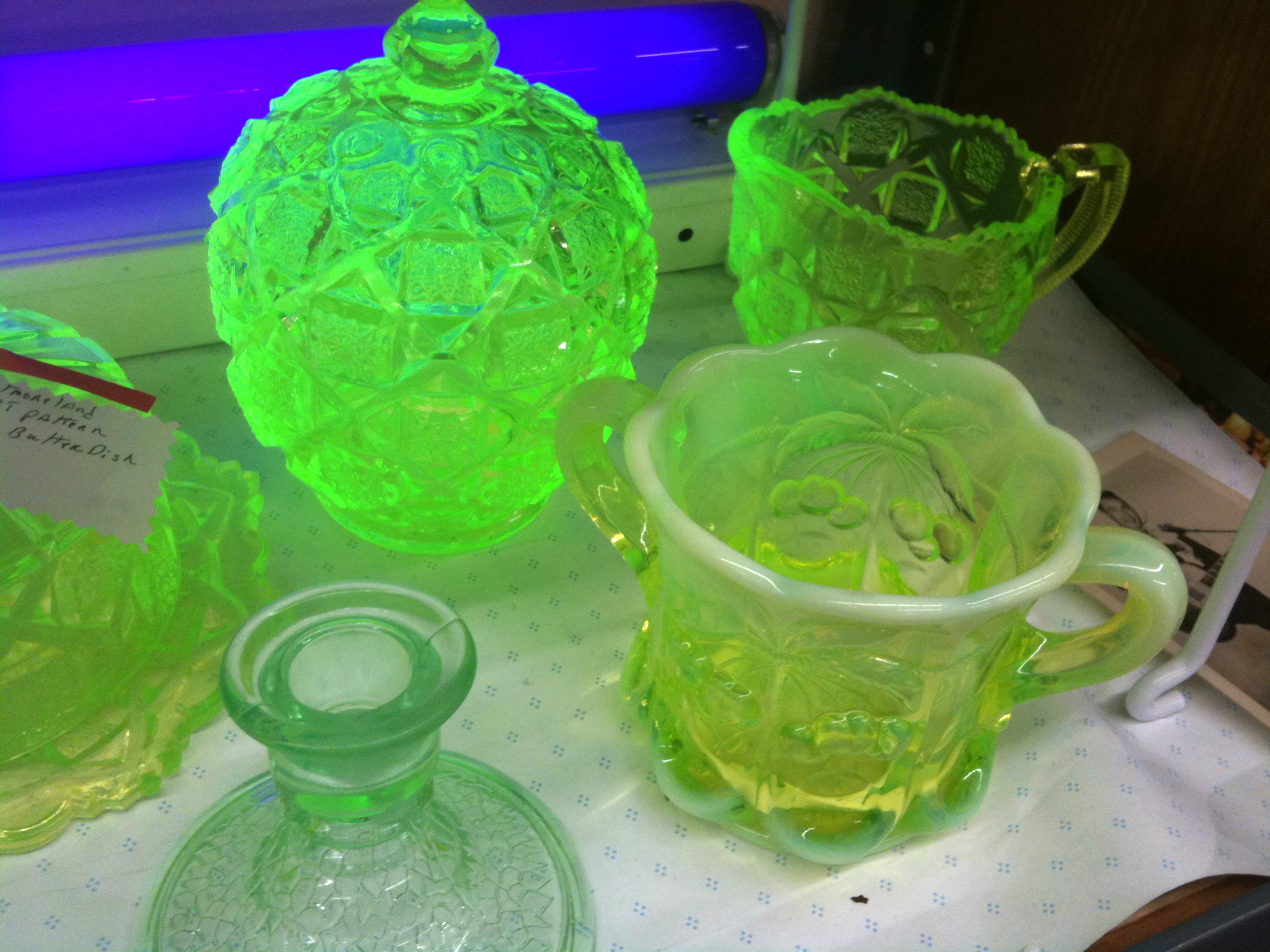
مجموعه‌ای از ظروف شیشه‌ای اورالین

اورالین (به فرانسوی: Ouraline) یک نوع شیشه است که در آن از اورانیوم به شکل دیورانات (diuranate) استفاده شده‌است. مقدار درصد اورانیوم بکاربرده شده در ساخت این نوع شیشه بین ۰٫۱ تا ۲٪ وزن کل شیشه ساخته شده‌است اما بعضی از این گونه شیشه‌ها که در سده نوزدهم ساخته شده‌اند تا ۲۵٪ کل شیشه دارای اورانیوم است
از اورالین برای ساخت ظروف و قطعات تزئینی خانه استفاده می‌شد اما استفاده از آن در زمان جنگ سرد و کاربرد اورانیوم در صنایع بشدت کاهش یافت. هم‌اکنون قطعات ساخته شده که دارای اورالین باشند به عنوان قطعات عتیقه محسوب می‌شوند و تنها توسط کلسیونرها جمع‌آوری می‌شود.

## شکل ظاهری
در نبود رنگ‌های دیگر درشیشه حاوی اورالین، رنگ اورالین بسته به مقدار اکسیداسیون ماده و تمرکز یونهای اورانیوم در آن، بین رنگ زرد تا سبز نمایان می‌شود.

## خاصیت
دو خاصیت اصلی اجسام ساخته شده با اورالین:
- درخشش نور فلورسنس سبز رنگ؛ زمانی که در برابر نور فرابنفش قرار می‌گیرند
- پخش پرتوهای رادیواکتیو که به مقدار ناچیزی بالاتر از اندازه رادیواکتیو طبیعی است